# 17. Międzynarodowy Festiwal Filmowy w Berlinie
17. Międzynarodowy Festiwal Filmowy w Berlinie odbył się w dniach 23 czerwca – 4 lipca 1967 roku. W konkursie głównym zaprezentowano 20 filmów pochodzących z 13 różnych krajów.
Jury pod przewodnictwem brytyjskiego reżysera Thorolda Dickinsona przyznało nagrodę główną festiwalu, Złotego Niedźwiedzia, belgijskiemu filmowi Start w reżyserii Jerzego Skolimowskiego. Na festiwalu zaprezentowano retrospektywę twórczości amerykańskiego aktora komediowego Harry'ego Langdona oraz pierwszą część retrospektywy twórczości niemieckiego reżysera Ernsta Lubitscha.

## Członkowie jury

### Konkurs główny
- Thorold Dickinson, brytyjski reżyser − przewodniczący jury[3]
- Michel Aubriant, francuski dziennikarz
- Manfred Delling, niemiecki dziennikarz
- Rüdiger von Hirschberg, niemiecki producent filmowy
- Sasadhar Mukherjee, indyjski producent filmowy
- Aleksandar Petrović, jugosłowiański reżyser
- Knud Leif Thomsen, duński reżyser
- Willard Van Dyke, amerykański reżyser i fotograf

## Selekcja oficjalna

### Konkurs główny
Następujące filmy zostały wyselekcjonowane do udziału w konkursie głównym o Złotego Niedźwiedzia i Srebrne Niedźwiedzie:
| Tytuł polski             | Tytuł oryginalny                                | Reżyseria                                    | Kraj produkcji  |
| ------------------------ | ----------------------------------------------- | -------------------------------------------- | --------------- |
| ABC miłości              | El ABC del amor                                 | Eduardo Coutinho, Rodolfo Kuhn i Helvio Soto | Argentyna       |
| Jak co roku              | Alle Jahre wieder                               | Ulrich Schamoni                              | RFN             |
| Przebudzenie szczurów    | Буђење пацова Buđenje pacova                    | Živojin Pavlović                             | Jugosławia      |
| Kolekcjonerka            | La collectionneuse                              | Éric Rohmer                                  | Francja         |
| Start                    | Le départ                                       | Jerzy Skolimowski                            | Belgia          |
| Siódme piętro            | Il fischio al naso                              | Ugo Tognazzi                                 | Włochy          |
| Dziewczyna-gangster      | Het gangstermeisje                              | Frans Weisz                                  | Holandia        |
| Oto twoje życie          | Här har du ditt liv                             | Jan Troell                                   | Szwecja         |
| Historia Barbary         | Historien om Barbara                            | Palle Kjærulff-Schmidt                       | Dania           |
| Liv                      | Liv                                             | Pål Løkkeberg                                | Norwegia        |
| Życie jest wspaniałe     | Livet är stenkul                                | Jan Halldoff                                 | Szwecja         |
| Mur                      | Le mur                                          | Serge Roullet                                | Francja         |
| Dziwna noc               | La notte pazza del conigliaccio                 | Alfredo Angeli                               | Włochy          |
| Paranoja                 | Paranoia                                        | Adriaan Ditvoorst                            | Holandia        |
| Twarz meduzy             | Το πρόσωπο της Μέδουσας To prosopo tis Medousas | Nikos Koundouros                             | Grecja          |
| Sen                      | Сан San                                         | Mladomir Puriša Đorđević                     | Jugosławia      |
| Stracona wiosna          | 惜春 Sekishun                                   | Noboru Nakamura                              | Japonia         |
| Tatuaż                   | Tätowierung                                     | Johannes Schaaf                              | RFN             |
| Stary człowiek i dziecko | Le vieil homme et l'enfant                      | Claude Berri                                 | Francja         |
| Szepczące ściany         | The Whisperers                                  | Bryan Forbes                                 | Wielka Brytania |

## Laureaci nagród

### Konkurs główny
Złoty Niedźwiedź
- Start, reż. Jerzy Skolimowski

Srebrny Niedźwiedź – Nagroda Specjalna Jury
- Jak co roku, reż. Ulrich Schamoni
- Kolekcjonerka, reż. Éric Rohmer

Srebrny Niedźwiedź dla najlepszego reżysera
- Živojin Pavlović – Przebudzenie szczurów

Srebrny Niedźwiedź dla najlepszej aktorki
- Edith Evans – Szepczące ściany

Srebrny Niedźwiedź dla najlepszego aktora
- Michel Simon – Stary człowiek i dziecko

### Konkurs filmów krótkometrażowych
Złoty Niedźwiedź dla najlepszego filmu krótkometrażowego
- Through the Eyes of a Painter, reż. M.F. Hussain

Srebrny Niedźwiedź − Nagroda Jury dla filmu krótkometrażowego
- Flea Ceoil, reż. Louis Marcus

### Pozostałe nagrody
Nagroda FIPRESCI
- Jak co roku, reż. Ulrich Schamoni

Nagroda UNICRIT (Międzynarodowej Unii Krytyki Filmowej)
- Start, reż. Jerzy Skolimowski

Nagroda OCIC (Międzynarodowego Katolickiego Biura Filmowego)
- Szepczące ściany, reż. Bryan Forbes

Nagroda Interfilm (Międzynarodowego Jury Ewangelickiego)
- Oto twoje życie, reż. Jan Troell
- Stary człowiek i dziecko, reż. Claude Berri
  - Wyróżnienie:  Szepczące ściany, reż. Bryan Forbes

Nagroda CICAE (Międzynarodowego Stowarzyszenia Kin Studyjnych)
- Oto twoje życie, reż. Jan Troell

Nagroda CIDALC (Międzynarodowego Komitetu Rozpowszechniania Sztuki i Literatury przez Kino)
- Oto twoje życie, reż. Jan Troell
  - Wyróżnienie im. Gandhiego:  Stary człowiek i dziecko, reż. Claude Berri

Nagroda Młodych
- Kolekcjonerka, reż. Éric Rohmer